# تیپ ۴۰ پیاده اردبیل
تیپ ۴۰ پیاده اردبیل یا تیپ ۴۰ متحرک هجومی از تیپ‌های مستقل پیاده نیروی زمینی ارتش جمهوری اسلامی ایران است، که پادگان و ستاد فرماندهی آن در شهر اردبیل، استان اردبیل مستقر می‌باشد. پادگان شماره ۲ یا اردوگاه آموزشی این تیپ در سرآب مستقر است.
تیپ ۴۰ اردبیل در خلال جنگ ایران و عراق، از تیپ‌های زیرمجموعه لشکر ۲۱ پیاده آذربایجان بود و در ۱۶ عملیات به‌عنوان یگان عمل‌کننده در نبرد شرکت داشت.
هم‌اکنون سرتیپ‌دوم سیدعلی نباتی فرماندهی تیپ ۴۰ پیاده اردبیل را برعهده دارد.

## تاریخچه
تاریخچه تشکیل تیپ ۴۰ سراب به اوایل جنگ ایران و عراق بازمی‌گردد. سال ۱۳۶۰، تیپ ۴۰ در سراب با به هم پیوستن گردان‌های ۱۹۹، ۱۵۲، ۱۷ و ٬۷۵ و گردان سوار زرهی تشکیل شد. در طول هشت سال جنگ ۱۶۰۳ نفر از نفرات تیپ ۴۰ سراب کشته شدند، ۲ هزار نفر مجروح و ۱۴۰۰ نفر نیز اسیر شدند.
بعد از جنگ ایران و عراق تیپ ۴۰ از واحدهایی بود که در پی اجرای طرح ثامن نیروی زمینی ارتش، به استان اردبیل اختصاص داده شد. پیش از این تعدادی از یگان‌های این تیپ در استان اردبیل مستقر بودند و بقیه در سراب حضور داشتند. این تیپ قبلاً به نام تیپ ۴۰ سراب شناخته می‌شد، اکنون با نام تیپ ۴۰ مستقل پیاده (به مرکزیت اردبیل) در دو استان اردبیل و آذربایجان شرقی استقرار دارد.